# Konoe Hisamichi
Konoe Hisamichi (近衛 尚通, 1472 – 1544), filho do Daijō Daijin Masaie, foi um nobre do período Muromachi da história do Japão. Pertencia ao ramo Konoe do Clã Fujiwara e se tornou Daijō Daijin entre 1514 e 1517.

## Biografia
Em 1482, aos 10 anos de idade, Hisamichi entrou para a corte no 14º ano do Xogunato Muromachi, então sob o comando do Shogun Ashikaga Yoshihisa.
Hisamichi ocupou a posição kanpaku do Imperador Go-Tsuchimikado entre 1493 e 1497 quando foi nomeado Sadaijin. Ente 1514 e 1517 foi nomeado Daijō Daijin. Voltou a ocupar o cargo de kanpaku com o Imperador Go-Kashiwabara em 1513 e 1514.
Em sua época as relações de sua família com a família do Shogun  foram as melhores possíveis a ponto da mãe de Yoshiaki Ashikaga ser filha de Hisamichi.